# Primera legislatura de la Catalunya republicana

Escut de la Generalitat de Catalunya

La primera legislatura de la Catalunya republicana es va iniciar el 6 de desembre de 1932, data de la sessió constitutiva del Parlament de Catalunya presidida per Lluís Companys. Va ser l'única legislatura del període republicà, inaugurada després de la creació del parlament per l'Estatut de Catalunya. La cambra constava de 85 escons, però els diputats Francesc Macià i Josep Maria Tallada tenien acta doble, motiu pel qual hi hagué només 83 diputats.

## Eleccions
Les eleccions se celebraren el 20 de novembre de 1932, convocades el 25 d'octubre pel govern provisional de la Generalitat, presidit per Francesc Macià. En resultà una cambra amb representació d'Esquerra Republicana (56 escons), la Lliga Regionalista (16), la Unió Socialista de Catalunya (5), el Partit Radical Autònom de les Comarques Tarragonines (4), la Unió Catalanista (1), el Partit Republicà Federal (1), Acció Catalana Republicana (1) i Unió Democràtica de Catalunya (1). Esquerra aconseguí, doncs, majoria absoluta.

## Governs
El 14 de desembre de 1932 Francesc Macià fou elegit president de la Generalitat, el 20 es presentà el govern —format només per membres d'Esquerra Republicana— i poc després s'aprovà el pressupost. Amb la mort de Macià el 25 de desembre de 1933, la cambra elegí Lluís Companys com a president, qui el 5 de gener de 1934 presentà un nou govern format per ERC, Unió Socialista, el Partit Nacionalista Republicà d'Esquerra i Acció Catalana Republicana.

## Acció legislativa
La funció legislativa se centrà en l'elaboració de textos orgànics, dels quals destaquen l'Estatut de Règim Interior i la llei municipal (1933). La seva funció de control polític estigué modulada pel predomini gairebé absolut d'Esquerra Republicana, cosa que afavorí la iniciativa legislativa del Consell Executiu de la Generalitat. Els principals temes tractats pel Parlament foren els de vida local, els pressupostaris i de justícia i, bé que sense capacitat ni legislativa ni d'actuació, els relatius al traspàs de serveis i a les qüestions laborals i socials.
Se celebraren 259 sessions. A partir de l'esclat de la guerra civil espanyola, el 1936, només es reuní en cinc ocasions: la primera, el 18 d'agost de 1937 per a prorrogar la legislatura (s'havien de convocar eleccions aquella tardor, però la guerra ho dificultava). L'última reunió al palau fou l'1 d'octubre de 1938: hi assistiren 41 de 69 diputats i s'hi elegí Josep Irla com a president del Parlament.

## Reconeixement
El 2021 la Comissió de la Dignitat del Parlament de Catalunya, creada amb els diputats escollit a les eleccions del 14 de febrer del mateix any, decidí que la primera legislatura de la Catalunya republicana seria també oficialment la primera de tot el Parlament de Catalunya.